# Ceropegia linophyllum
Ceropegia linophyllum là một loài thực vật có hoa trong họ La bố ma. Loài này được H.Huber mô tả khoa học đầu tiên năm 1957.